# 이회성 (경제학자)
이회성(李會晟, 1945년 12월 31일 ~ )은 대한민국의 경제학자이자 국제기구 단체인이다. 2015년 10월에 기후 변화에 관한 정부간 패널(IPCC) 의장에 당선됨으로써 국제기구 수장이 된 다섯 번째 한국인이 되었다. 정치인 이회창 전 국무총리의 친동생이기도 하다.
타임지가 2019년에 선정한 ‘세계에서 가장 영향력 있는 100인’ 명단에 한국인으로서는 방탄소년단과 함께 선정되기도 하였다.

## 학력
- 경기고등학교 졸업
- 서울대학교 무역학과 경제학 학사
- 럿거스 대학교 대학원 경제학 박사

## 경력
- 미국 정유회사 엑손 이코노미스트
- 한국개발연구원 수석연구원
- 에너지경제연구원 원장
- 유엔 정부간기후변화위원회 제3실무그룹 공동의장
- 세계에너지경제학회 회장
- 계명대학교 환경대학 학장
- 유엔 정부간기후변화위원회 아시아지역 부의장
- 아시아개발은행(ADB) 총재 자문위원
- 한국환경정책평가연구원 석좌연구위원
- 고려대학교 에너지환경정책기술대학원 교수
- IPCC 의장